# Лепорский, Андрей Афанасьевич
Андрей Афанасьевич Лепорский — советский футболист.
Выступал за московские команды: ОФВ, Замоскворецкий клуб спорта, Моссовет, Красная стрела и Сахарники.
После окончания карьеры окончил институт в Москве и уехал работать в Омск.

## Достижения
Чемпионат СССР
- Чемпион: 1923

Чемпионат Москвы по футболу
- Бронзовый призёр: 1917 (о)

Московская футбольная лига
- Чемпион: 1922 (о)
- Вице-чемпион: 1917 (о)
- Бронзовый призёр: 1922 (в)

Список 33 лучших футболистов сезона в СССР
- центральный полузащитник: 1922 (№ 3)[a]